# ایفی
ایفی (به لاتین: Ifẹ) یک شهر در نیجریه است که در ایالت اوسون واقع شده‌است. ایفی ۱٬۷۹۱ کیلومتر مربع مساحت و ۵۰۹٬۰۳۵ نفر جمعیت دارد.

## خواهرخوانده
شهر سن برناردینو، کالیفرنیا خواهرخواندهٔ ایفی هست.